# DiSEqC
DiSEqC (Digital Satellite Equipment Control), er en særlig kommunikationsprotokol til brug mellem en satellitmodtager og en enhed, såsom en multi-dish switch eller en lille parabol-rotor. DiSEqC blev udviklet af den europæiske satellitudbyder Eutelsat.
| Telekommunikation | Spire Denne artikel om telekommunikation er en spire som bør udbygges. Du er velkommen til at hjælpe Wikipedia ved at udvide den. |